# Selo, Sežana
Selo este o localitate din comuna Sežana, Slovenia, cu o populație de 17 locuitori.